# قبيك

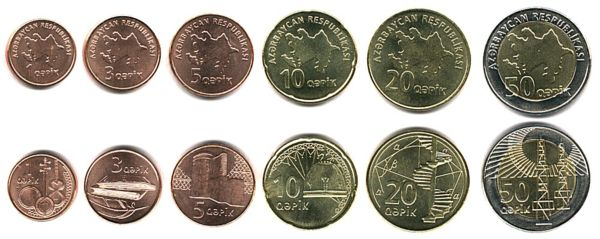
عملات أذربيجانية حيث يظهر الوجه في الأعلى والظهر في الأسفل

القبيك (بالأذرية: qəpik) هو وحدة نقدية تستعمل في أذربيجان وتعادل واحدا بالمائة من المانات. تتوفر حاليا في التداول عملات 1 و 3 و 5 و 10 و 20 و 50 قبيك والتي تستعمل منذ تغيير العملة سنة 2006.
تصنع عملات 1 و 3 و 5 قبيك من الفولاذ المطلي بالنحاس، تصنع عملات 10 و 20 قبيك من الفولاذ المطلي بالنحاس الأصفر، أما عملة 50 قبيك فهي ثنائية المعدن.
اشتقت كلمة قبيك من كلمة كوبيكا (بالروسية: копе́йка) أو كوبيك الروسية (من كلمة копьё والتي تعني رمح)، والتي كانت عملة متداولة في روسيا منذ عهد إيفان الرهيب في القرن الساس عشر، وحاليا هي الوحدة النقدية لأجزاء الروبل الروسي والهريفنيا الأوكرانية والروبل البلاروسي والروبل الترانسنيستري،